# Jacknife
Jacknife (alternativ: Jacknife – Vom Leben betrogen) ist ein US-amerikanisches Filmdrama von David Hugh Jones aus dem Jahr 1989. Das Drehbuch schrieb Stephen Metcalfe anhand des eigenen Theaterstücks.

## Handlung
Joseph Megessey, genannt Megs, ist ein Veteran des Vietnamkrieges. Er ist durch den Krieg traumatisiert und trägt Vollbart und lange Haare. Megs kümmert sich um den Lastwagenfahrer David Flannigan, der ein Alkoholproblem hat und mit seiner schüchternen Schwester Martha, einer Biologielehrerin, zusammen lebt. Megs, David und Bobby Buckman waren Freunde, noch bevor sie in den Krieg zogen. Bobby starb im Krieg, als er dem verwundeten Megessey helfen wollte, und David kann seinen Tod bis heute nicht verkraften.
Megs und Martha kommen sich bald näher. Dies missfällt David, da er Megs nicht gut genug für Martha findet. Nachdem er seine Schwester mit Megs in einer Bar sieht, streitet er mit ihr. Sie wirft ihm vor, er widme ihr nicht genügend Aufmerksamkeit. Nachdem er sich beruhigt, verspricht er ihr, sich zu bessern. Martha erwidert, er könne ihr nicht geben, was sie brauche.
Martha kocht eines Abends für Joseph, der sie zu küssen versucht. Da sie es ihm aus Angst nicht erlaubt, wird er wütend und zerschlägt eine Scheibe. Später lädt Martha Joseph doch ein, mit ihr eine Nacht zu verbringen und die beiden werden ein Paar.
Martha wird in ihrer Schule als Aufsichtsperson eines Schulballs eingeteilt. Sie lädt Joseph als Begleitung ein, der seine langen Haare und Bart schneidet und in einem Anzug erscheint. Der betrunkene David erscheint auch und demoliert die Inneneinrichtung der Schule. Megs stellt den blutenden David zur Rede und als David ihn gegen die Wand stößt, gelingt es Megs, dass David sich seinem Trauma stellt: David gibt Megs die Schuld an Bobbys Tod, indem er glaubt, Bobby hätte im Krieg überleben können, hätte er dem verwundeten Megs, der sich damals „Jacknife“ nannte, nicht geholfen. Ebenso hatte er zuvor dem verwundeten David geholfen und alle drei hatten sich geschworen, nach dem Krieg gemeinsam heimzukehren und Frauen zu finden. Verwirrt, flieht David.
Später kommt Dave heim, wo Martha und Megs auf ihn warten. Dabei sprechen sich Megs und David aus und Martha und David kommen sich auch wieder näher. Doch nun kann Megs mit allem nicht mehr umgehen. Er verlässt Martha, packt seine Sachen und fährt weg. Auf der Fahrt wird ihm allerdings klar, wie wichtig ihm Martha ist und er kehrt um und zu Martha zurück. David kriegt dabei sein Leben wieder in den Griff und Megs und Martha bleiben ein glückliches Paar.

## Kritiken
Roger Ebert schrieb in der Chicago Sun-Times vom 24. März 1989, man könne den Film als eine Fortsetzung von Die durch die Hölle gehen ansehen. Er spreche ähnliche Thematik an, einige Kameraeinstellungen würden ähnlich wirken. Der Film biete nicht viele Überraschungen, aber er lebe nicht von seiner Handlung, sondern von seinen Charakteren. Die Darstellungen von Robert De Niro, Kathy Baker und Ed Harris seien den jeweiligen Charakteren angemessen.

## Auszeichnungen
Ed Harris wurde im Jahr 1990 für den Golden Globe Award nominiert.

## Hintergrund
Der Film wurde in Montreal und in Connecticut gedreht. Er spielte in den Kinos der USA ca. 2,0 Millionen US-Dollar ein.